# Aegypius jinniushanensis
Aegypius jinniushanensis (гриф цзіньнюшаньський) — вимерлий вид яструбоподібних птахів родини яструбових (Accipitridae), що мешкав на території Китаю в період середнього плейстоцену. Був описаний у 2012 році за викопними рештками, знайденими під час дослідження стоянки Цзіньнюшань, розташованої поблизу міста Їнкоу в китайській провінції Ляонін.